# Tulipa agenensis
Tulipa agenensis D.C. es una especie de tulipán perteneciente a la familia Liliaceae.

## Hábitat
Es nativa de Israel. Crece en las laderas rocosas de las montañas.  

## Descripción
Es una de las especies de tulipán . Se trata de una especie herbácea, perenne y bulbosa que alcanza los 3 a 4 dm de altura. Posee estolones subterráneos y hojas erectas, estrechas y glaucas. Las flores tienen de 4 a 5 cm de largo, con sépalos redondeados a menos afilados, tépalos muy afilados, ambos de color rojo por dentro con manchas alargadas marrón oscuro casi negras bordeadas de amarillo y totalmente rojo por fuera. Florece a principios de la primavera. 

## Cultivo y usos

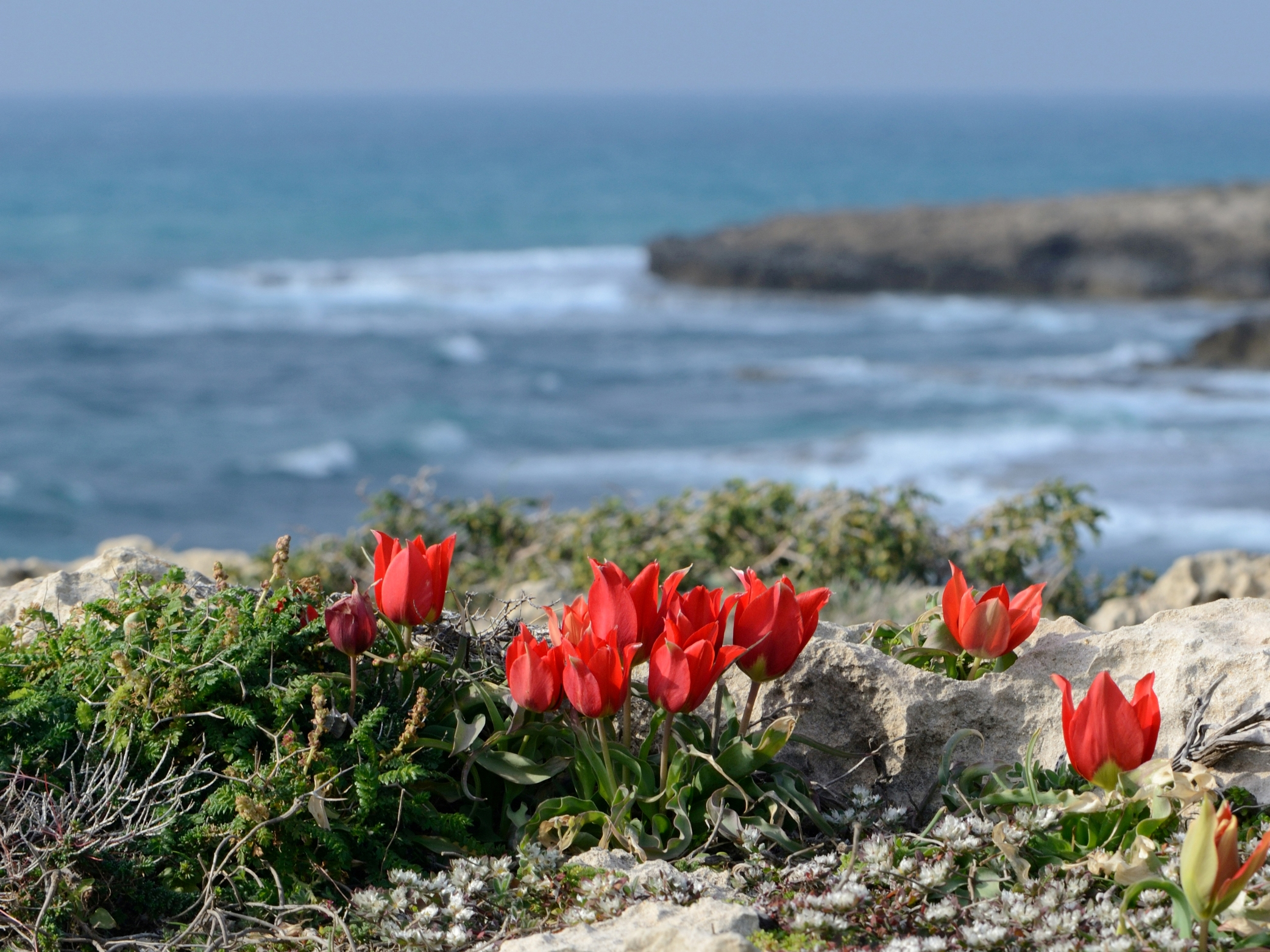
Tulipa agenensis var. sharonensis, aspecto general de la planta en la costa de Israel.

Tulipa agenensis es una planta silvestre en Israel y Siria. 
Se encuentra en suelos bien drenados y en lugares soleados. 
Se la suele cultivar en rocallas. Debe permanecer sin riego durante el verano. Los bulbos se plantan en otoño a una profundidad de 15-20 cm. 
La multiplicación se realiza por separación de los estolones, mediante los que la planta se difunde en forma espontánea.

## Nombre vernacular
En hebreo  = צבעוני ההרים

## Sinonimia
- - Tulipa acutiflora Poir. in J.B.A.M.de Lamarck (1808) Encycl. 8: 134.
  - Tulipa aleppica Baker (1874) J. Linn. Soc., Bot. 14: 278.
  - Tulipa apula Guss. ex Ten. (1826) Fl. Neapol. Prodr. App. 5: 12.
  - Tulipa boissieri Regel (1873) Gartenflora 22: 296.
  - Tulipa dammanii Regel (1889) Trudy Imp. S.-Peterburgsk. Bot. Sada 10: 688.
  - Tulipa foxiana Reboul (1838) Select. Sp. Tulip.: 2.
  - Tulipa heliophthalma St.-Lag. (1880) Ann. Soc. Bot. Lyon 7: 70.
  - Tulipa hexagonata Borbás (1883) Oesterr. Bot. Z. 33: 202.
  - Tulipa loretii Jord. (1858) Ann. Soc. Linn. Lyon, n.s., 5: 9.
  - Tulipa maleolens Reboul (1823) Nonnul. Sp. Tulip. Not., App.: 1.
  - Tulipa maleolens subsp. martelliana (Levier) Nyman (1890) Consp. Fl. Eur., Suppl. 2: 303.
  - Tulipa martelliana Levier (1884) Bull. Soc. Neuchâteloise Sci. Nat. 14: 245.
  - Tulipa oculus-solis St.-Amans (1804) Recueil Soc. Agr. Agen. 1: 75; nom. nud.
  - Tulipa oculus-solis DC. in J.B.A.M.de Lamarck & A.P.de Candolle (1805) Fl. Fr., ed. 3, 3: 200.
  - Tulipa oculus-solis subsp. loretii (Jord.) Nyman (1890) Consp. Fl. Eur., Suppl. 2: 303.
  - Tulipa oculus-solis var. loretii (Jord.) Baker (1874) J. Linn. Soc., Bot. 14: 278.
  - Tulipa oculus-solis var. maleolens Regel (1873) Trudy Imp. S.-Peterburgsk. Bot. Sada 2: 446.
  - Tulipa oculus-solis var. praecox Regel (1873) Trudy Imp. S.-Peterburgsk. Bot. Sada 2: 447.
  - Tulipa oculus-solis var. strangwaysii Regel (1873) Trudy Imp. S.-Peterburgsk. Bot. Sada 2: 447.
  - Tulipa praecox Ten. (1811) Fl. Napol. 1: 170; nom. illeg.
  - Tulipa praecox subsp. foxiana (Reboul) K.Richt. (1890) Pl. Eur. 1: 214.
  - Tulipa praecox subsp. loretii (Jord.) K.Richt. (1890) Pl. Eur. 1: 214.
  - Tulipa praecox subsp. raddii (Reboul) K.Richt. (1890) Pl. Eur. 1: 214.
  - Tulipa praecox var. foxiana (Reboul) Levier (1884) Tulip. Eur.: 53.
  - Tulipa praecox var. hexagonata (Borbás) Levier (1884) Tulip. Eur.: 54.
  - Tulipa raddii Reboul (1822) Nonnul. Sp. Tulip. Not.: 5.
  - Tulipa sharonensis Dinsm. in G.E.Post (1933) Fl. Syria, ed. 2, 2: 621.
  - Tulipa strangwaysiana Reboul ex Baker (1874) J. Linn. Soc., Bot. 14: 281.
  - Tulipa veneris A.D.Hall, (1939) J. Bot. 76: 317. ([1]